# 鈴木定七
鈴木 定七（すずき さだしち、天保4年（1833年） - 明治39年7月13日（1906年7月13日））は、日本の武士。越前勝山藩の剣術師範。

## 生涯
出生地は現在の福井県勝山市である。弘化4年（1847年）、15歳のときに江戸へ出て、直心影流の男谷精一郎に入門した。修行すること3年、直心影流の皆伝の域に達した。20歳のとき江戸へ帰り、神道無念流の斎藤弥九郎に入門した。定七は弥九郎の信頼を得て塾頭も務めたこともあるという。23歳で勝山に帰り、藩の剣術師範になった。斎藤門下に鈴木定七ありといううわさが広まり、水戸藩から弘道館の剣術指南役に迎えたいと申し入れてきたが、定七は断った。